# سمفونی شماره ۱ (پین)
سمفونی شماره ۱ در دو مینور اولین سمفونی آهنگساز آمریکایی جان نولز پین است.

## تاریخچه
این سمفونی بین سالهای ۱۸۷۲ و ۱۸۷۵ ساخته شد و اولین بار در ۲۶ ژانویه ۱۸۷۸ در بوستون اجرا شد.

## سازبندی
- ۲ فلوت
- ۲ ابوا
- ۲ کلارینت در سی بمل (نوشته شده در دو مینور در موومان چهارم)
- ۲ عدد باسون
- ۴ هورن در دو مینور، می بمل مینور و فا مینور
- ۲ ترومپت دو مینور و می بمل مینور
- ۲ ترومبون تنور
- ترومبون باس
- تیمپانی
- زهی

## ساختار
این سمفونی در چهار موومان ساخته شده است:
1. آلگرو کن بریو (اجرای با حرارت و پرشور)
2. آلگرو ویواچِه (سرزنده سرشار از جنب و جوش)
3. آداجیو
4. آلگرو ویواچِه (سرزنده سرشار از جنب و جوش)[۱]